# مهدی قدسی
مهدی قدسی (زاده سال ۱۲۷۹ در تهران،وفات ۱۳۷۰) پایه‌گذار تولید واکسن سل یا ب ث ژ در ایران است. فعالیت‌های نامبرده در طول حیات عبارت اند از
ریاست بیمارستان وزیری رئیس اداره قرنطینه خرمشهر معاون وزیر بهداری در کابینه دکتر مصدق(۱۳۳۲) رئیس انستیتو پاستور ایران (۱۳۴۱ تا ۴۸).
وی از همکاران مارسل بالتازار بوده است.
مهدی قدسی نویسنده کتاب فعالیت پنجاه ساله انستیتو پاستور ایران بود. فعالیت‌های نامبرده در مبارزه با بیماری‌های عفونی کشور بود از جمله تأسیس بیمارستان هاری در انستیتو پاستور ایران-